# Église Saint-Pierre-et-Saint-Paul de Shefa Amr

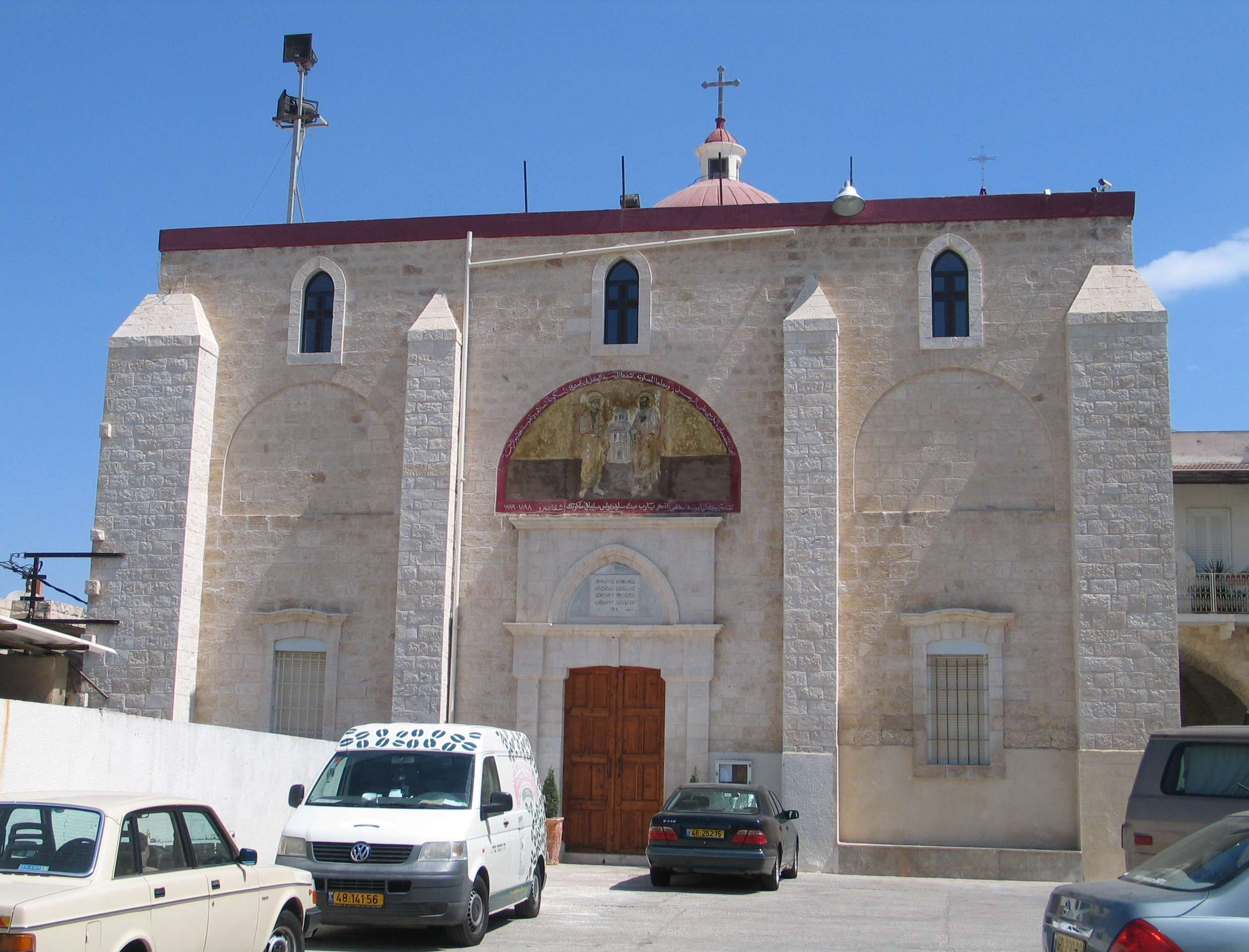
Église Saint-Pierre-et-Saint-Paul de Shefa Amr

Pour les articles homonymes, voir Église Saint-Pierre-et-Saint-Paul.
L'église Saint-Pierre-et-Saint-Paul est une église grecque-catholique de la ville de Shefa Amr, au nord de l'État d'Israël.

## Historique
Shefa Amr, dont la population est à moitié chrétienne, comprend plusieurs églises dont l'église grecque-catholique, vouée aux apôtres Pierre et Paul. L'église, qui domine la ville de son haut clocher, est construite au XVIIIe siècle avec la permission du fils de Daher el-Omar, Otman, gouverneur bédouin de Galilée, lorsque la forteresse de la ville est terminée.
L'église, qui possède une belle iconostase, est restaurée en 1904, car elle menace ruine. C'est aujourd'hui l'église principale de l'importante minorité catholique orientale de la ville.

## Source
- (en) Cet article est partiellement ou en totalité issu de l’article de Wikipédia en anglais intitulé « St. Peter & St. Paul Church, Shefa-Amr » (voir la liste des auteurs).